# Їржі Росицький
Ї́ржі Ро́сицький (чеськ. Jiří Rosický; нар. 11 листопада 1977) — чеський футболіст, виступав на позиціях захисника і півзахисника.
Є братом екс-капітана збірної Чехії Томаша Росицького і сином колишнього  футболіста Їржі Росицького. Після закінчення активної кар'єри став футбольним агентом.

## Клубна кар'єра
Починав займатися футболом у клубі «Компресореч», звідки його з братом Томашем забрали у празьку Спарту. У 18 років перейшов до Атлетіко Мадрид, у якому грав за резервну команду. Подальший розвиток кар'єри ускладнила травма правої ноги. С 2000 по 2003 рік грав у складі австрійського «Брегенца», звідки перейшов до празької «Спарти». В 2004 році відправився до оренди в «Яблонець». У липні 2005 року перейшов до «Богеміанса», але через постійні проблеми зі здоров'ям був змушений завершити професійну кар'єру.

### Клубна статистика
| Ліга            | Матчі | Голи | Хвилини | Клуб     |
| --------------- | ----- | ---- | ------- | -------- |
| I. liga 2000/01 | 30    | 1    | –       | Брегенц  |
| I. liga 2001/02 | 16    | 2    | –       | Брегенц  |
| I. liga 2002/03 | 17    | 0    | –       | Брегенц  |
| I. liga 2003/04 | 3     | 0    | 105     | Яблонець |
| CELKEM I. LIGA  | 3     | 0    | 105     |          |
| CELKEM I. LIGA  | 63    | 3    | –       |          |

## Міжнародна кар'єра
У 1997 році дебютував у молодіжній збірній Чехії. Зіграв у двох матчах - проти Югославії (0-1) та Лівану (3-3).